# Château de Funai
Le château de Funai (府内城, Funai-jō), aussi connu sous le nom de château d'Ōita (大分城), est situé à Ōita, préfecture d'Ōita au Japon. Sa construction a été ordonnée directement par Fukuhara Nagataka en 1597 et sa construction achevée deux ans plus tard, en avril 1599. Le château fut construit à l'origine avec plusieurs poivrières (yagura) qui furent toutes incendiées avec le donjon de trois étages en 1743. Certains bâtiments préservés ont cependant été détruits pendant les bombardements de la Seconde Guerre mondiale.
Le pont sur les douves et les yagura qui existent aujourd'hui sont une reconstruction moderne. Les seules parties de la construction originale comprennent une partie du mur et le fossé lui-même.

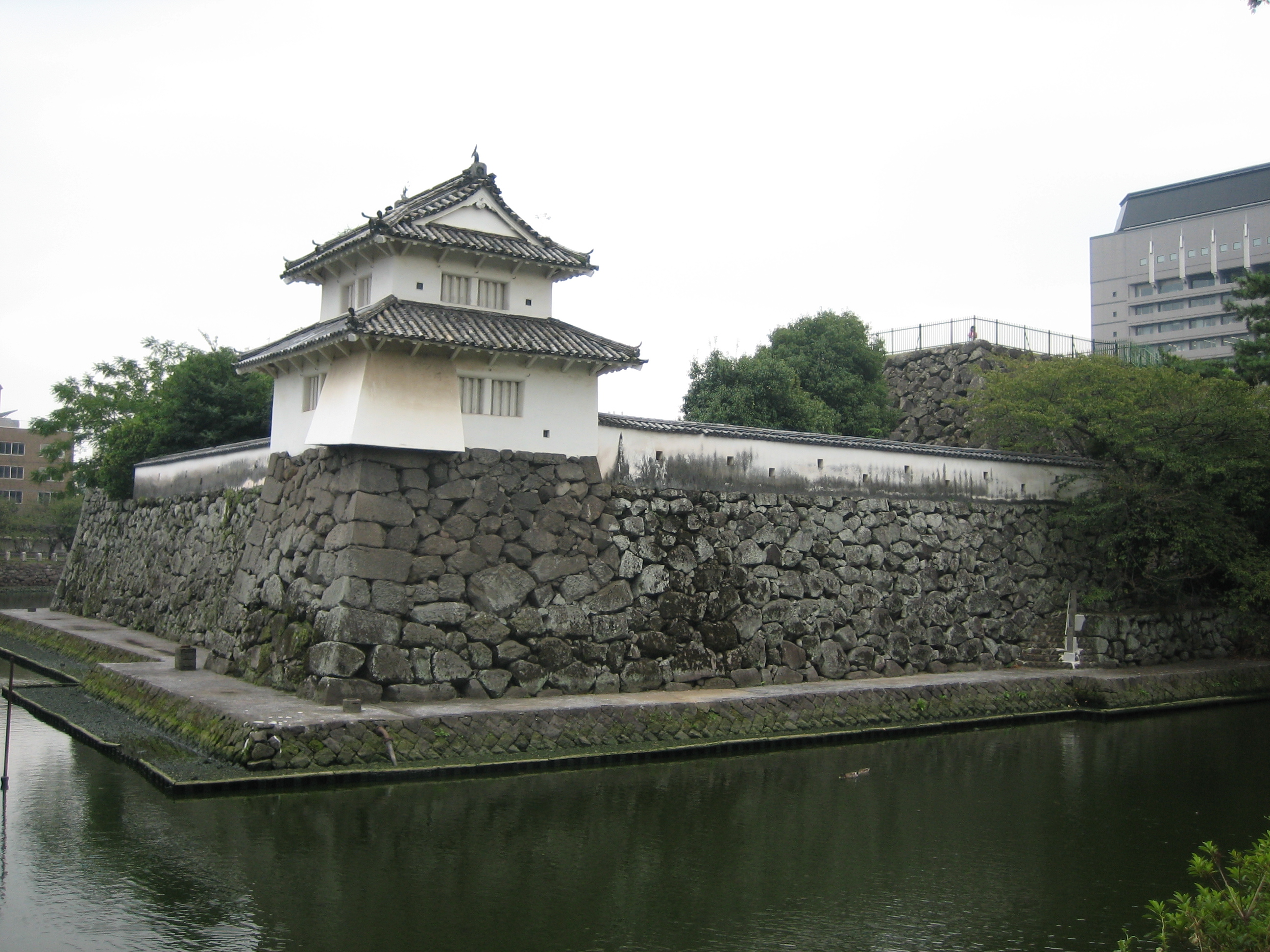
Une poivrière.

### Sources
- Morton S. Schmorleitz, Castles in Japan, Tokyo, Charles E. Tuttle Co., 1974.